# Sparkasse Mitten im Sauerland
Die Sparkasse Mitten im Sauerland ist eine Sparkasse in Nordrhein-Westfalen mit Sitz in Meschede. Sie ist eine Anstalt des öffentlichen Rechts. Das Geschäftsgebiet umfasst ca. 259.000 Einwohner auf einer Fläche von 1.879 km².

## Geschichte
Am 1. Januar 2025 fusionierten die Sparkasse Arnsberg-Sundern, die Sparkasse Hochsauerland und die vorherige Sparkasse Mitten im Sauerland zur Sparkasse Mitten im Sauerland in ihrer heutigen Form, wobei die Sparkasse Arnsberg-Sundern die aufnehmende Sparkasse war. Als Hauptsitz wurde Meschede festgelegt.
Die vorherige Sparkasse Mitten im Sauerland entstand am 1. August 2019 durch die Fusion der Sparkasse Meschede, der Stadtsparkasse Schmallenberg und der Sparkasse Finnentrop.

## Geschäftsgebiet
Das Geschäftsgebiet der Sparkasse Mitten im Sauerland umfasst den gesamten Hochsauerlandkreis mit den Städten Arnsberg, Sundern, Meschede, Schmallenberg, Brilon, Marsberg, Medebach, Hallenberg, Olsberg  und die Gemeinden Eslohe und Bestwig im Hochsauerlandkreis sowie die Gemeinde Finnentrop im Kreis Olpe. Der Vorstandssitz und die Hauptstelle befinden sich in Meschede. Die beiden weiteren Hauptstellen befinden sich in Arnsberg und Brilon. Träger der Sparkasse ist der Sparkassenzweckverband des Hochsauerlandkreises sowie der Städte Arnsberg, Sundern, Meschede, Schmallenberg, Brilon, Marsberg, Medebach, Hallenberg, Olsberg und der Gemeinden Eslohe, Bestwig und Finnentrop.

## Geschäftszahlen
Die Sparkasse Mitten im Sauerland wies im Geschäftsjahr 2023 eine Bilanzsumme von 1,793 Mrd. Euro aus und verfügte über Kundeneinlagen von 1,344 Mrd. Euro. Gemäß der Sparkassenrangliste 2023 liegt sie nach Bilanzsumme auf Rang 252. Sie unterhält 19 Filialen/Selbstbedienungsstandorte und beschäftigt 242 Mitarbeiter.
Durch die am 1. Januar 2025 vollzogene Fusion, besitzt die Sparkasse Mitten im Sauerland nun ein Bilanzsumme von 4,9 Mrd. Euro sowie ein Kundengeschäftsvolumen von 8,7 Mrd. Euro. Die Sparkasse hat zum 1. Januar 2025 ca. 140.000 Privat- und Geschäftskunden. Sie unterhält 22 Geschäftsstellen und 11 SB-Standorte. Die Zahl der Beschäftigten liegt bei 620.